# Martin Lel
Martin Kiptolo Lel (Kapsabet, 29 de outubro de 1978) é um atleta queniano corredor de longa distância e vencedor de várias maratonas internacionais.
Morando e treinando no Vale do Rift, no Quênia, Lel estreou em maratonas em 2002, com um segundo lugar na Maratona de Veneza, Itália. A partir daí tornou-se um dos grandes nomes da elite de maratonistas quenianos e mundiais, vencendo por três vezes a Maratona de Londres (2005, 2007 e 2008) e duas vezes a Maratona de Nova York (2003 e 2007).
Também teve grandes sucessos na meia-maratona, vencendo três vezes a Meia-Maratona de Lisboa e a Meia-Maratona de Portugal.
Representando o Quênia nos Jogos Olímpicos de Pequim, em 2008, sendo um dos mais fortes favoritos ao ouro pelo seu currículo, ficou apenas em quinto lugar, e viu seu compatriota Samuel Wanjiru tornar-se o primeiro queniano campeão da maratona em Jogos Olímpicos.
Seu recorde pessoal até 2010 é de 2h05m15s, conseguido em Londres 2008, quando estabeleceu o recorde para aquele percurso. 